# جيريمي إيزاك
جيريمي إيزاك (بالإنجليزية: Jeremy Isaacs)‏ هو منتج تلفزيوني بريطاني، ولد في 28 سبتمبر 1932 في غلاسكو في المملكة المتحدة.

## وصلات خارجية
- جيريمي إيزاك على موقع IMDb (الإنجليزية)
- جيريمي إيزاك على موقع ميوزك برينز (الإنجليزية)
- جيريمي إيزاك على موقع قاعدة بيانات الفيلم (الإنجليزية)